# Ben Coleman
Ben Coleman (* 13. April 1991 in Chelmsford) ist ein ehemaliger englischer Squashspieler.

## Karriere
Ben Coleman begann seine Karriere im Jahr 2009 und gewann elf Turniere auf der PSA World Tour. Seine höchste Platzierung in der Weltrangliste erreichte er mit Rang 43 im Oktober 2018. In der Saison 2013 nahm er dank einer Wildcard erstmals an einer Weltmeisterschaft teil, wo er in der ersten Runde ausschied. Insgesamt dreimal gelang ihm danach bei Weltmeisterschaften der Einzug in die zweite Runde. Coleman vertrat 2017 Großbritannien bei den World Games. Dort scheiterte er im Achtelfinale an Yip Tsz-Fung.
Anfang 2024 beendete er seine Karriere.

## Erfolge
- Gewonnene PSA-Titel: 11